# Jeong Siyoung
Jeong Siyoung (Koreanska: 정시영), född 12 mars 1993 i Busan, är en sydkoreansk professionell damvolleybollspelare. Sedan säsongen 2018-19 spelar hon för laget Suwon Hyundai Engineering & Construction Hillstate i sydkoranska V-League. Hon representerade tidigare Incheon Heungkuk Life Pink Spiders. Jeong Siyoung spelar som center och har tröjnummer 1.

## Klubblagskarriär
Incheon Heungkuk Life Pink Spiders (2011-2018)
 Suwon Hyundai Engineering & Construction Hillstate (2018-)